# Capitoli di Demon Slayer - Kimetsu no yaiba

Copertina del primo volume dell'edizione italiana, raffigurante i protagonisti Nezuko e Tanjiro Kamado

Questa è la lista dei capitoli di Demon Slayer - Kimetsu no yaiba, manga di Koyoharu Gotōge serializzato dalla Shūeisha sulla rivista settimanale Weekly Shōnen Jump dal numero del 15 febbraio 2016 a quello del 18 maggio 2020.
In Italia è stato pubblicato da Star Comics nella collana Big dal 10 aprile 2019 al 12 aprile 2023.

## Volumi 1-10
| Nº | Titolo italiano Giapponese 「Kanji」 - Rōmaji | Data di prima pubblicazione            | Data di prima pubblicazione             |
| Nº | Titolo italiano Giapponese 「Kanji」 - Rōmaji | Giapponese                             | Italiano                                |
| 1  | Crudeltà 「残酷」 - Zankoku | 3 giugno 2016 ISBN 978-4-08-880723-2   | 10 aprile 2019 ISBN 978-88-226-1315-8   |
| 1  | Capitoli - 1. Crudeltà (残酷?, Zankoku) - 2. Uno sconosciuto (見知らぬ誰か?, Mi shiranu dare ka) - 3. Devi assolutamente tornare entro l'alba (必ず戻る夜明けまでには?, Kanarazu modoru yoake made ni ha) - 4. Il diario di Tanjiro - Prima parte (炭治郎日記 • 前編?, Tanjirō nikki • Zenpen) - 5. Il diario di Tanjiro - Seconda parte (炭治郎日記 • 後篇?, Tanjirō nikki • Kōhen) - 6. Una montagna di mani (山ほどの手が?, Yamahodo no tega) - 7. Gli spiriti dei morti (亡霊?, Bōrei) |                                        |                                         |
| 1  | Trama Tanjiro è il primogenito di una famiglia orfana di padre. In un giorno di compere al villaggio ritarda, e resta a dormire ai piedi della montagna per non incorrere nei demoni. La mattina dopo scopre che la sua famiglia è stata sterminata, tranne che sua sorella Nezuko, che però è diventata un demone senza ricordi e mossa solo dall'istinto animale. Nezuko cerca di mangiare Tanjiro per nutrirsi ma un ammazzademoni di nome Giyu la ferma, e intende ucciderla. Tanjiro non vuole perdere anche Nezuko e implora Giyu di risparmiarla. Quando Nezuko prende le sue difese, Giyu comprende che non è un demone come gli altri e rinuncia alla sua uccisione, indicandogli di cercare un anziano chiamato Urokodaki Sakonji. I due incontrano un demone che assale Tanjiro. Il ragazzo non sa come ucciderlo e mentre ci pensa se ne occupa la luce dell'alba. Il maestro Urokodaki lo rimprovera per la sua lentezza nel prendere decisioni e comincia ad allenarlo, come richiesto da Giyu. Dopo un anno di addestramento, Urokodaki dice a Tanjiro che gli lascerà prendere parte all'esame di selezione degli ammazzademoni se riuscirà a tranciare un masso a meta. Dopo sei mesi di tentativi, Tanjiro riesce nell'intento consigliato dagli spiriti di due ragazzi mascherati, Sabito e Makomo. Durante l'esame, Tanjiro si ritrova ad affrontare un demone che serba rancore nei confronti di Urokodaki ed ha ucciso i suoi precedenti allievi, tra cui Sabito e Makomo, e riesce ad eliminarlo. |                                        |                                         |
| 2  | Tu... 「お前が」 - Omae ga | 4 agosto 2016 ISBN 978-4-08-880755-3   | 12 giugno 2019 ISBN 978-88-226-1316-5   |
| 2  | Capitoli - 8. Fratellone (兄ちゃん?, Nii-chan) - 9. Bentornato (おかえり?, Okaeri) - 10. La palude che rapisce (人攫い沼?, Hitosarai-numa) - 11. Suggestione (暗示?, Anji) - 12. Non posso dirtelo (言えない?, Ienai) - 13. Tu... (お前が?, Omae ga) - 14. L'ira di Kibutsuji - L'inebriante profumo del sangue (鬼舞辻の癇癪・幻惑の血の香り?, Kibutsuji no kanshaku - Genwaku no chi no kaori) - 15. L'opinione del medico (医師の見解?, Ishi no kenkai) - 16. Giocare con le temari (手鞠遊び?, Temari asobi) |                                        |                                         |
| 2  | Trama Terminato l'esame, Tanjiro torna a casa di Urokodaki, dove viene riaccolto con gioia dal maestro e da Nezuko. Quindici giorni dopo, la nuova spada di Tanjiro gli viene consegnata da Haganezuka, uno spadaio, e gli viene indicato il suo primo incarico come cacciatore di demoni, andare in una città a nord-ovest dove delle ragazze sono scomparse e uccidere il demone responsabile. Dopo aver compiuto l'incarico, Tanjiro e Nezuko si recano successivamente nella città di Akasuka per scovare dei demoni, ma una volta li Tanjiro fiuta l’odore di Kibutsuji Muzan, il demone che uccise la sua famiglia. Prima che possa attaccarlo, si ferma alla vista della famiglia di questi, cosi Muzan tramuta un passante in un demone per tenerlo occupato. In soccorso di Tanjiro arriva una donna chiamata Tamayo, accompagnata dal giovane Yushiro. Tamayo gli rivela di essere stata trasformata in un demone da Kibutsuji più di duecento anni prima e ora si dedica alla medicina per trovare un metodo per riportare i demoni alla loro forma umana, e promette di trovare una cura per Nezuko a patto che il cacciatore gli porti il sangue di una delle Dodici Lune Demoniache, i demoni più forti che servono direttamente Muzan. Nel frattempo, gli scagnozzi di Kibutsuji trovano il nascondiglio dei medici e iniziano subito ad attaccarli. |                                        |                                         |
| 3  | Ispira te stesso! 「己を鼓舞せよ」 - Onore o kobu seyo | 4 ottobre 2016 ISBN 978-4-08-880795-9  | 7 agosto 2019 ISBN 978-88-226-1482-7    |
| 3  | Capitoli - 17. Il demone delle frecce (矢印鬼?, Yajirushi oni) - 18. Malia (呪縛?, Jubaku) - 19. Staremo sempre insieme (ずっと一緒にいる?, Zutto issho ni iru) - 20. Zenitsu Agatsuma (我妻善逸?, Agatsuma Zen'itsu) - 21. La casa dei tamburi (鼓屋敷?, Tsuzumi yashiki) - 22. Un cinghiale all'improvviso (突然の猪?, Totsuzen no inoshishi) - 23. Il cinghiale mostra le zanne, Zenitsu si addormenta (猪は牙を剥き善逸は眠る?, Inoshishi wa kiba o muki Zen'itsu wa nemuru) - 24. Ex membro delle dodici lune demoniache (元十二鬼月?, Moto jū ni kizuki) - 25. Ispira te stesso! (己を鼓舞せよ?, Onore o kobu seyo) |                                        |                                         |
| 3  | Trama Tanjiro riesce ad eliminare il demone Yahaba, mentre Tamayo, Yushihiro e Nezuko sconfiggono la sua compagna Susumaru. Debellata la minaccia, Tanjiro parte nuovamente con Nezuko. Sulla strada per raggiungere la sua prossima destinazione, Tanjiro incontra il collega ammazza demoni Zenitsu, un ragazzo piuttosto codardo. I due si recano insieme a caccia di un demone, e arrivati ad una casa tra i boschi incontrano dei bambini terrorizzati perché il loro fratello maggiore è stato portato via da un demone e rinchiuso nella casa lì vicino. Tanjiro e Zenitsu decidono di entrare a controllare, ma i bambini in preda alla paura si intrufolano insieme a loro nella casa, e qui i quattro vengono divisi. Tanjiro si imbatte nel demone che controlla la casa, ma improvvisamente fa la sua apparizione un ragazzo mascherato da cinghiale e armato di due spade che attacca il demone. Mentre Zenitsu dimostra la sua forza inconscia battendo un demone, Tanjiro si ritrova in difficoltà per via delle ferite ricevute precedentemente. Tanjiro elimina infine il demone, ma una volta l'esterno il ragazzo con la maschera da cinghiale li attacca, deciso ad eliminare Nezuko. |                                        |                                         |
| 4  | Lama tenace 「強靱な刃」 - Kyōjin'na yaiba | 2 dicembre 2016 ISBN 978-4-08-880826-0 | 9 ottobre 2019 ISBN 978-88-226-1547-3   |
| 4  | Capitoli - 26. Rissa a mani nude (素手喧嘩?, Sutegoro) - 27. Inosuke Hashibira (嘴平伊之助?, Hashibira Inosuke) - 28. Chiamata d'emergenza (緊急の呼び出し?, Kinkyū no yobidashi) - 29. Il monte Natagumoyama (那田蜘蛛山?, Natagumo yama) - 30. Marionette (操り人形?, Ayatsuri ningyō) - 31. Vada avanti qualcun altro, ma non io! (自分ではない誰かを前へ?, Jibunde wanai dareka o mae e) - 32. Odore irritante (刺激臭?, Shigeki-shū) - 33. Soffrire, contorcersi, procedere (苦しみ、のたうちながら前へ?, Kurushimi, notauchinagara mae e) - 34. Lama tenace (強靱な刃?, Kyōjin'na yaiba) |                                        |                                         |
| 4  | Trama Tanjiro riesce ad immobilizzare il ragazzo, che si scopre chiamarsi Inosuke, e a stordirlo. Ad interrompere la lotta arriva il corvo del legame di Tanjiro, il quale guida i tre cacciatori verso una locanda sicura, dove vengono accolti da una vecchietta che permette ai tre di pernottare gratis. Dopo essersi riposati, Tanjiro, Zenitsu e Inosuke vengono convocati per una nuova missione, questa volta l’obiettivo sono dei demoni che infestano una foresta in direzione nord-ovest. Tanjiro e Inosuke entrano nella foresta e scoprono che alcuni cacciatori sono controllati da una strana forza che li muove a sua piacimento come fossero marionette, ma un corvo del legame riesce a scappare e a fare rapporto presso la sede dell’organizzazione. Vista la forza del demone per sistemare la faccenda vengono inviati due membri dei pilastri, i più forti spadaccini del corpo: Giyu e Shinobu Kocho. Tanjiro riesce ad eliminare la demone che controllava i membri del corpo, mentre Zenitsu sconfigge un demone che tramuta gli umani in ragni. |                                        |                                         |
| 5  | All'inferno 「地獄へ」 - Jiogoku e | 3 marzo 2017 ISBN 978-4-08-881026-3    | 11 dicembre 2019 ISBN 978-88-226-1616-6 |
| 5  | Capitoli - 35. Separati (散り散り?, Chirijiri) - 36. Sono spacciato! (これはやべぇ?, Kore wa yabē) - 37. Lame spezzate (折れた刀身?, Ore ta tōshin) - 38. Vero e falso (本物と偽物?, Honmono to nisemono) - 39. Dentro la lanterna girevole (走馬灯の中?, Sōmatō no naka) - 40. Il dio del fuoco (ヒノカミ?, Hinokami) - 41. Shinobu Kocho (胡蝶しのぶ?, Kochō Shinobu) - 42. Dietro (後ろ?, Ushiro) - 43. All'inferno (地獄へ?, Jigoku e) |                                        |                                         |
| 5  | Trama Tanjiro e Inosuke vengono attaccati dal “padre”, un demone troppo resistente per essere ferito dalle loro lame, che riesce separare i due giovani cacciatori. Quando Inosuke sta per essere sconfitto, accorre in suo aiuto Giyu, il quale uccide il demone ragno. Dall’altra parte, Tanjiro incontra i restanti due demoni della famiglia, vedendo il fratello maltrattare la sorella, il cacciatore non riesce a trattenere la sua rabbia e inizia il combattimento tra i due, ma il fratello, che rivela di chiamarsi Rui e di essere una delle dodici lune, con un semplice filo di ragnatela riesce a spezzare la lama della katana di Tanjiro. Quando Nezuko si sacrifica per parare i colpi destinati al fratello, Tanjiro ha un flashback dei tempi della sua infanzia, e ricordando una danza insegnatagli dal padre, riesce a risvegliare le tecniche del fuoco. Unendo il fuoco con la nuova abilità di Nezuko, i due fratelli riescono a espugnare le difese del demone, riuscendo a tagliare prima tutti i suoi fili e successivamente la sua testa. Il colpo però, non è sufficiente ad uccidere il demone, che viene infine ucciso da Giyu. Dopo aver eliminato l'ultimo membro della famiglia, Shinobu attacca Tanjiro e Nezuko per eliminare la ragazza, che viene però difesa da Giyu. |                                        |                                         |
| 6  | Il processo congiunto delle colonne della squadra ammazza demoni 「鬼殺隊柱合裁判」 - Kisaitaichū gō saiban | 2 maggio 2017 ISBN 978-4-08-881076-8   | 12 febbraio 2020 ISBN 978-88-226-1692-0 |
| 6  | Capitoli - 44. La violazione del regolamento della squadra (隊律違反?, Tairitsu ihan) - 45. Il processo congiunto delle colonne della squadra ammazza demoni (鬼殺隊柱合裁判?, Kisaitaichū gō saiban) - 46. Il nobile Oyakata (お館様?, Oyakata-sama) - 47. Mpfi (プイ?, Pui) - 48. La casa delle farfalle (蝶屋敷?, Chō yashiki) - 49. Addestramento per il recupero delle funzionalità - parte 1 (機能回復訓練・前編?, Kinō kaifuku kunren・zenpen) - 50. Addestramento per il recupero delle funzionalità - parte 2 (機能回復訓練・後編?, Kinō kaifuku kunren・kōhen) - 51. Il ritorno delle Nichirinto (日輪刀還る?, Nichirin tō gaeru) - 52. Crudeltà e insensibilità (冷酷無情?, Reikokumujō) |                                        |                                         |
| 6  | Trama Seguendo l'ordine dei corvi messaggeri, Tanjiro e Nezuko vengono portati alla sede della squadra degli amazzademoni, per essere processati dai pilastri. Kagaya Ubuyashiki, leader della squadra, dopo aver ricevuto la lettera scritta da Urokodaki e aver saputo che Tanjiro ha incontrato Muzan, assolve i fratelli Kamado. Tanjiro e la sorella vengono portati alla “casa delle farfalle”, la residenza di Shinobu, insieme a Zenitsu e Inosuke. Qui i tre vengono sottoposti ad una terapia riabilitativa per i muscoli e la psiche. Con il passare dei giorni, nessuno dei tre riesce a sconfiggere nemmeno una volta Kanao, la protetta di Shinobu, mentre Tanjiro viene a conoscenza di una tecnica che consente allenare la respirazione in ogni momento della giornata, rendendola così naturale e automatica. Allenandosi, Tanjiro riesce a superare la prova, così come Zenitsu e Inosuke. Dopo che Tanjiro e Zenitsu ricevono le loro nuove spade, il gruppo si appresta a partecipare a una nuova missione. Altrove, Muzan convoca le restanti cinque lune calanti e, deluso dalla loro debolezza, le uccide, risparmiando solo la prima, Enmu, a cui dà l'ordine di uccidere Tanjiro. |                                        |                                         |
| 7  | Attacco e difesa in spazi ristretti 「狭所の攻防」 - Kyōsho no kōbō | 4 agosto 2017 ISBN 978-4-08-881193-2   | 13 maggio 2020 ISBN 978-88-226-1766-8   |
| 7  | Capitoli - 53. Tu... (君は?, Kimi wa) - 54. Buonasera, Rengoku (こんばんは煉獄さん?, Konbanwa Rengoku-san) - 55. Il treno dei sogni infiniti (無限夢列車?, Mugen yume ressha) - 56. Apri gli occhi (目覚めろ?, Mezamero) - 57. Impugna la katana (刃を持て?, Yaiba o mote) - 58. Buongiorno (おはよう?, Ohayō) - 59. Insulto (侮辱?, Bujoku) - 60. Proteggere duecento persone (二百人を守る?, Ni hyako nin o mamoru) - 61. Attacco e difesa in spazi ristretti (狭所の攻防?, Kyōsho no kōbō) |                                        |                                         |
| 7  | Trama Dopo aver lasciato la casa delle farfalle, Tanjiro e gli altri salgono su un treno e incontrano Kyōjurō Rengoku, il pilastro della Fiamma, il quale si trova lì per indagare su misteriose sparizioni avvenute sul mezzo, ignari del fatto che il demone responsabile sia Enmu, che ha creato una trappola per loro. Con l'aiuto di alcuni complici umani presenti sul treno, Enmu fa addormentare il gruppo per poterli uccidere nel sonno, ma Tanjiro riesce a svegliarsi con l'aiuto di Nezuko e a decapitare il demone sul tetto del treno. Enmu pero sopravvive, rivelando di essersi fuso con il treno, e sfida Tanjiro a proteggere gli oltre duecento passeggeri presenti sul mezzo di locomozione. Kyōjurō ordina a Inosuke di aiutare Tanjiro a cercare il collo del demone mentre lui, Nezuko e Zenitsu rimangono indietro per proteggere gli altri passeggeri. Tanjiro e Inosuke trovano la vera spina del collo di Enmu nella sala macchine e Tanjiro la recide, uccidendo il demone e fermando il treno. |                                        |                                         |
| 8  | La forza delle lune crescenti e la forza delle colonne 「上弦の力・柱の力」 - Jōgen no chikara hashira no chikara | 4 ottobre 2017 ISBN 978-4-08-881212-0  | 8 luglio 2020 ISBN 978-88-226-1864-1    |
| 8  | Capitoli - 62. Finire in un incubo (悪夢に終わる?, Akumu ni owaru) - 63. Akaza (猗窩座?, Akaza) - 64. La forza delle lune crescenti e la forza delle colonne (上弦の力・柱の力?, Jōgen no chikara・hashira no chikara) - 65. Chi ha vinto? (Dare no kachi ka?) - 66. Dissolversi all'alba (黎明に散る?, Reimei ni chiru) - 67. In cerca di qualcosa (さがしもの?, Sagashi mono) - 68. Quello che usa (使い手?, Tsukaite) - 69. Procediamo poco alla volta, tanto non fa differenza (前へ進もう少しずつで構わないから?, Mae e susumou sukoshizutsu de kamawanaikara) - 70. Rapimento (人攫い?, Hitosarai) |                                        |                                         |
| 8  | Trama Akaza, la Terza Luna Crescente, appare subito dopo e attacca il gruppo, e Kyōjurō sceglie di combatterlo da solo dopo che Tanjiro rimane gravemente ferito. I due si scontrano e Kyōjurō viene ferito a morte da Akaza, che poi fugge a causa del sorgere del sole, nonostante Tanjiro sacrifichi la sua nuova spada per sconfiggerlo. Scoraggiato dalla sue perdite, Tanjiro fa visita alla famiglia di Kyōjurō e apprende alcune voci su un'antica tecnica perduta che sembra simile alla Danza del Dio del Fuoco della sua famiglia. Mentre Tanjiro e i suoi amici rimangono a riposare alla Casa delle Farfalle per quattro mesi, il pilastro del suono Tengen Uzui si reca alla struttura per reclutare alcune delle ragazze per una missione segreta. Tanjiro e gli altri si propongono così al loro posto. |                                        |                                         |
| 9  | La grande manovra d'infiltrazione nel quartiere dei piaceri 「遊郭潜入大作戦」 - Yūkaku sen'nyū dai sakusen | 4 dicembre 2017 ISBN 978-4-08-881283-0 | 9 settembre 2020 ISBN 978-88-226-1952-5 |
| 9  | Capitoli - 71. La grande manovra d'infiltrazione nel quartiere dei piaceri (遊郭潜入大作戦?, Yūkaku sen'nyū dai sakusen) - 72. Cercate le mie mogli! (お嫁さんを探せ?, Oyomesan o sagase) - 73. L'inseguimento (追跡?, Tsuiseki) - 74. Daki (堕姫?, Daki) - 75. Vari pensieri (それぞれの思い?, Sorezore no omoi) - 76. In vari luoghi (それぞれの場所で?, Sorezore no basho de) - 77. Boato (轟く?, Todoroku) - 78. Sinuosità (ぐねぐね?, Gunegune) - 79. Il condotto di ventilazione (風穴?, Kazaana) |                                        |                                         |
| 9  | Trama Tanjiro, Inosuke e Zenitsu accompagnano Uzui in una missione a Yoshiwara per aiutare a cercare le sue mogli scomparse che stavano indagando sulle voci sui demoni all'interno del distretto a luci rosse. I tre vengono quindi vengono truccati da ragazze, e mandati ad infiltrarsi nel distretto. Nel mentre si avvicinano al loro obiettivo, la Sesta Luna Crescente Daki, travestita da Oiran con il nome di Warabihime, che da anni divora gli abitanti del distretto. Mentre Tanjiro è alla ricerca di Zenitsu, precedentemente scomparso, si imbatte in Daki e inizia a battersi con lei. Inosuke e Tengen nel frattempo, riescono a liberare le persone catturate da Daki, tra cui Zenitsu e le mogli di Tengen. |                                        |                                         |
| 10 | Umani e demoni 「人間と鬼」 - Ningen to oni | 2 marzo 2018 ISBN 978-4-08-881355-4    | 11 novembre 2020 ISBN 978-88-226-2011-8 |
| 10 | Capitoli - 80. Valore (価値?, Kachi) - 81. Ricordi sovrapposti (重なる記憶?, Kasanaru kioku) - 82. Umani e demoni (人間と鬼?, Ningen to oni) - 83. Trasfigurazione (変貌?, Henbō) - 84. Cose importanti (大切なもの?, Taisetsuna mono) - 85. Gran pianto (大泣き?, Ō naki) - 86. Gyutaro (妓夫太郎?, Gyūtarō) - 87. Adunata (集結?, Shūketsu) - 88. Come sconfiggervi (倒し方?, Taoshikata) - Extra. La favola di Inosuke (?) |                                        |                                         |
| 10 | Trama Tengen e i compagni di Tanjiro si recano a dargli man forte contro Daki. Tanjiro quasi taglia il collo di Daki; tuttavia, poiché ha combattuto senza respirare, crolla. Quando Daki si avvicina a Tanjiro, appare Nezuko e inizia a combatterla. Nezuko matura in apparenza e affronta Daki, piena di rabbia. Mentre Nezuko perde il controllo e Tanjiro tenta di fermarla facendola addormentare, Tengen riesce a raggiungere e a decapitare Daki, ma questa riesce a sopravvivere e viene aiutata da suo fratello Gyuutaro, con cui condivide il rango di Sesta Luna Crescente. Tanjiro invia Inosuke e Zenitsu ad aiutare Tengen, mentre questi affronta contemporaneamente i due fratelli. Tanjiro, Inosuke e Zenitsu arrivano per assistere Tengen durante la lotta. |                                        |                                         |

## Volumi 11-20
| Nº | Titolo italiano Giapponese 「Kanji」 - Rōmaji | Data di prima pubblicazione                                                                | Data di prima pubblicazione             |
| Nº | Titolo italiano Giapponese 「Kanji」 - Rōmaji | Giapponese                                                                                 | Italiano                                |
| 11 | Mischia 「混戦」 - Konsen | 4 giugno 2018 ISBN 978-4-08-881399-8                                                       | 13 gennaio 2021 ISBN 978-88-226-2093-4  |
| 11 | Capitoli - 89. Mischia (混戦?, Konsen) - 90. Ti sono grato (感謝する?, Kansha suru) - 91. Cambiare strategia (作戦変更?, Sakusen henkō) - 92. Verme idiota ebete codardo (虫ケラボンクラのろまの腑抜け?, Mushi kerabonkura noroma no funuke) - 93. Non mi arrendo assolutamente (絶対にあきらめない?, Zettai ni akiramenai) - 94. Fa' qualcosa! (何とかして?, Nantoka shite) - 95. La fine (最期?, Saigo) - 96. Pur rinascendo innumerevoli volte (prima parte) (何度生まれ変わっても(前編)?, Nando umarekawatte mo (zenpen)) - 97. Pur rinascendo innumerevoli volte (seconda parte) (何度生まれ変わっても(後編)?, Nando umarekawatte mo (kōhen)) |                                                                                            |                                         |
| 11 | Trama Tengen affronta Gyutaro da solo, mentre Tanjiro, Inosuke e Zenitsu lavorano insieme per sconfiggere Daki. Inosuke decapita con successo l'avversaria, ma viene apparentemente impalato da Gyutaro. Tanjiro scopre che Tengen è stato ferito, mentre Zenitsu è svenuto dopo che un edificio è crollato sotto di lui intrappolandolo, cosi tenta un ultimo sforzo per sconfiggere i demoni colpendo Gyutaro. Zenitsu si libera dalle macerie e attacca Daki insieme ad Inosuke, mentre Tengen si risveglia e aiuta Tanjiro a combattere Gyutaro. I tre ragazzi riescono cosi a decapitare con successo i due demoni contemporaneamente. Nezuko guarisce Inosuke e Tengen, ma a causa delle sue ferite, questi decide di abbandonare la sua posizione di Pilastro. |                                                                                            |                                         |
| 12 | Il raduno delle lune crescenti 「上弦集結」 - Jōgen shūketsu | 3 agosto 2018 ISBN 978-4-08-881540-4                                                       | 10 marzo 2021 ISBN 978-88-226-2177-1    |
| 12 | Capitoli - 98. Il raduno delle lune crescenti (上弦集結?, Jōgen shūketsu) - 99. Il sogno di qualcuno (誰かの夢?, Dareka no yume) - 100. Andiamo al villaggio! (いざ行け里へ!!?, Iza yuke sato e!!) - 101. Che resti tra noi (内緒話?, Naisho-banashi) - 102. Salve, Tokito (時透くんコンニチハ?, Tokitō-kun kon'nichiwa) - 103. Yoriichi modello zero (緑壱零式?, Yoriichi Zeroshiki) - 104. Kotetsu (小鉄さん?, Kotetsu-san) - 105. È uscito qualcosa! (なんか出た?, Nanka deta) - 106. Attacco nemico (敵襲?, Tekishū) |                                                                                            |                                         |
| 12 | Trama Muzan raduna all'interno della sua base i restanti membri delle Lune Crescenti per informarli della sconfitta di Daki e Gyuutaro. Arrabbiato, Muzan invia la quarta e la quinta luna, Hantengu e Gyokko, in un'altra missione. Mentre si riprende dalle ferite ricevute, Tanjiro rivive in sogno le memorie del suo antenato Sumiyoshi, il quale era amico di un ammazzademoni chiamato Yorichi. Dopo essersi ripreso dopo due mesi di coma, Tanjiro si reca in un villaggio di fabbri e deve spiegare come la sua spada sia stata così gravemente danneggiata ad Haganezuka, il fabbro che l'ha costruita. Nel villaggio si trovano altri membri della squadra tra cui Genya Shinaguzawa, incontrato da Tanjiro durante la selezione e il pilastro dell'amore Mitsuri Kanroji. Mitsuri svela a Tanjiro che nel villaggio è presente un'arma segreta. Tanjiro poi incontra il pilastro della nebbia Muichiro Tokito e il giovane Kotetsu, custode della bambola da battaglia meccanica, Yoriichi modello Zero. Muichiro combatte e rompe parte della bambola, e Kotetsu ordina a Tanjiro di allenarsi contro la bambola. Tanjiro riesce a sferrare un colpo al collo della bambola, rivelando una spada arrugginita al suo interno. Haganezuka si offre di ripararla, ma quella sera stessa i demoni attaccano il villaggio. |                                                                                            |                                         |
| 13 | Transizione e cambiamento 「遷移変転」 - Sen'i henten | 2 novembre 2018 ISBN 978-4-08-881626-5                                                     | 12 maggio 2021 ISBN 978-88-226-2276-1   |
| 13 | Capitoli - 107. Sei di ostacolo (邪魔?, Jama) - 108. Grazie, Tokito! (時透君ありがとう?, Tokitō-kun arigatō) - 109. Non muore! (死なない?, Shinanai) - 110. In segreto nella baracca (あばら屋でこそこそ?, Abaraya de kosokoso) - 111. Atteggiarsi da artista (芸術家気取り?, Geijutsuka kidori) - 112. Transizione e cambiamento (遷移変転?, Sen'i henten) - 113. La katana incandescente (赫刀?, Gakutō) - 114. Per avere la tua approvazione (認められたかった?, Mitome raretakatta) - 115. Diventare una colonna (柱に?, Hashira ni) |                                                                                            |                                         |
| 13 | Trama La Quarta luna crescente, Hantengu, attacca l'edificio dove si trovano Tanjiro, Muichiro e Nezuko. Muichiro taglia la testa al demone, ma questi si divide inaspettatamente in due demoni separati, uno dei quali scaglia via Muichiro. Tanjiro, Nezuko e Genya continuano a combattere contro Hantengu, ma i tre pero vengono messi in difficoltà dalla capacità del demone di dividersi in quattro corpi separati e rigenerarsi quasi all'istante. Sulla strada del ritorno, Muichiro si ritrova ad affrontare la Quinta luna crescente, Gyokko, e le sue creazioni per difendere Kotetsu. Nel frattempo, Mitsuri giunge in aiuto degli abitanti del villaggio contro le creazioni di Gyokko. |                                                                                            |                                         |
| 14 | Il "Mu" di Muichiro 「無一郎の無」 - Muichirō no mu | 4 gennaio 2019 ISBN 978-4-08-881695-1                                                      | 7 luglio 2021 ISBN 978-88-226-2398-0    |
| 14 | Capitoli - 116. Persone assai malvagie (極悪人?, Gokuaku nin) - 117. Forgiatori di katana (刀鍛冶?, Katanakaji) - 118. Il "Mu" di Muichiro (無一郎の無?, Muichirō no mu) - 119. Tornare in vita (よみがえる?, Yomigaeru) - 120. Sfida di insulti (悪口合戦?, Waruguchi gassen) - 121. Situazione anomala (異常事態?, Ijō jitai) - 122. Condizione di eccitamento temporaneo (それは一時的な興奮状態?, Sore wa ichiji-tekina kōfun jōtai) - 123. Le memorie di Mitsuri Kanroji (甘露寺蜜璃の走馬灯?, Kanroji Mitsuri no sōmatō) - 124. Falla finita, brutto stupido! (いい加減にしろ バカタレ?, Īkagen'nishiro bakatare) |                                                                                            |                                         |
| 14 | Trama Mentre il gruppo di Tanjiro affronta le incarnazioni di Hantengu, ora riunite in un unico corpo più potente, Muichiro continua a combattere contro Gyokko allo scopo di difendere il fabbro Kozo e Haganezuka, impegnato nella forgiatura della nuova spada di Tanjiro. Dopo un duro scontro, Muichiro risveglia il marchio dell'ammazzademoni ed elimina il demone usando la settima forma del respiro della nebbia. Tanjiro intanto si trova in difficoltà contro la somma delle incarnazioni di Hantengu, Zou Hankuten, ma viene salvato da Mitsuri, che a sua volta ha risvegliato il marchio. Tanjiro e gli altri riprendono a combattere contro Hantengu, costringendolo alla fuga. |                                                                                            |                                         |
| 15 | Crepuscolo e aurora 「彼は誰時・朝ぼらけ」 - Kahataredoki asaborake | 4 aprile 2019 ISBN 978-4-08-881799-6                                                       | 8 settembre 2021 ISBN 978-88-226-2561-8 |
| 15 | Capitoli - 125. L'alba imminente (迫る夜明け?, Semaru yoake) - 126. Crepuscolo e aurora (彼は誰時・朝ぼらけ?, Kahataredoki asaborake) - 127. Il suono della vittoria (勝利の鳴動?, Shōri no meidō) - 128. Desidero che mi spiegate... (御教示願う?, Gokyōji negau) - 129. Come ottenere i segni (痣の者になるためには?, Aza no mono ni naru tame ni wa) - 130. Il posto per me (居場所?, Ibasho) - 131. Un visitatore (来訪者?, Raihōsha) - 132. Addestrarsi con tutte le forze (全力訓練?, Zenryoku kunren) - 133. Benvenuti! (ようこそ...?, Yōkoso...) |                                                                                            |                                         |
| 15 | Trama Alla fine, Tanjiro riesce a decapitare Hantengu, tuttavia, la testa tagliata non era del vero Hantengu, in quanto il suo corpo senza testa continua a scappare. Mentre il sole sta per sorgere, Tanjiro decide di proseguire a costo della vita di Nezuko, e alla fine localizza il vero corpo di Hatengu all'interno del cuore del corpo senza testa, e lo elimina. Con suo stupore, Tanjiro scopre che Nezuko è diventata immune alla luce solare, e, prima di morire, Hantengu riesce a comunicarlo a Muzan, il quale decide di concentrare i suoi sforzi per catturarla e acquisire quell'abilità per sé. In seguito a questo avvenimento, i pilastri inducono una sessione di addestramento speciale mirata a migliorare tutte le capacità e la salute fisica di tutti gli ammazzademoni. Tanjiro e Inosuke vedono la sessione come un'opportunità per migliorarsi. |                                                                                            |                                         |
| 16 | Indistruttibili 「不滅」 - Fumetsu | 4 luglio 2019 ISBN 978-4-08-881867-2                                                       | 10 novembre 2021 ISBN 978-88-226-2736-0 |
| 16 | Capitoli - 134. Azioni ripetute (反復動作?, Hanpuku dōsa) - 135. Gyomei Himejima (悲鳴嶼 行冥?, Himejima Gyōmei) - 136. Movimento (動く?, Ugoku) - 137. Indistruttibili (不滅?, Fumetsu) - 138. Cambio improvviso (急転?, Kyūten) - 139. Caduta (落ちる?, Ochiru) - 140. Scoppia la battaglia decisiva (決戦の火蓋を切る?, Kessen no hibuta wo kiru) - 141. Vendetta (仇?, Kataki) - 142. La colonna degli insetti Shinobu Kocho (蟲柱・胡蝶しのぶ?, Mushi hashira, Kochō Shinobu) |                                                                                            |                                         |
| 16 | Trama Tanjiro e i suoi compagni si allenano presso Gyoumei Himejima, il pilastro della roccia, mentre Muzan e i demoni sono impegnati nella ricerca del nascondiglio di Kagaya e della sede della squadra ammazzademoni. Mentre l'allenamento prosegue, Muzan raggiunge il nascondiglio di Kagaya, cosa che spinge i pilastri e gli ammazzademoni a recarsi sul posto. Nel tentativo di eliminare il nemico, Kagaya fa saltare in aria il nascondiglio, sacrificandosi, mentre Tamayo attacca Muzan iniettandogli la droga per trasformare un demone in umano. Tutti i presenti attaccano Muzan, ma prima di poter sferrare un colpo, cadono tutti nella base di Muzan e vengono separati. Shinobu si ritrova davanti Doma, la seconda luna crescente e responsabile della morte di sua sorella Kanae, e inizia a battersi con lui. |                                                                                            |                                         |
| 17 | Successori 「受け継ぐ者たち」 - Uketsugu monotachi | 4 ottobre 2019 ISBN 978-4-08-882080-4                                                      | 12 gennaio 2022 ISBN 978-88-226-2931-9  |
| 17 | Capitoli - 143. Rabbia (怒り?, Ikari) - 144. Successori (受け継ぐ者たち?, Uketsugu monotachi) - 145. La scatola della felicità (幸せの箱?, Shiawase no hako) - 146. Orgoglio (誇り?, Hokori) - 147. Piccoli ingranaggi (小さな歯車?, Chīsana haguruma) - 148. Scontro (ぶつかる?, Butsukaru) - 149. Disgusto (嫌悪感?, Ken'o-kan) - 150. Consapevolezza (気づき?, Kizuki) - 151. Notte innevata di luna e campanelle (鈴鳴りの雪月夜?, Suzunari no yukitsukiyo) |                                                                                            |                                         |
| 17 | Trama Nonostante riesca ad avvelenare l'avversario, Shinobu viene uccisa e divorata da Doma sotto gli occhi di Kanao, giunta sul luogo. Zenitsu nel frattempo, affronta la nuova Sesta Luna Crescente, il suo vecchio compagno Kaigaku, riuscendo ad eliminarlo grazie ad una nuova forma del respiro del tuono sviluppata appositamente da lui. Zenitsu viene poi curato da Yushiro, infiltratosi tra gli ammazzademoni su ordine di Tamayo. In un altro luogo della fortezza, Tanjiro e Giyu ingaggiano uno scontro contro Akaza. Nonostante Giyu riesca a risvegliare il marchio dell'ammazzademoni, Akaza riesce a tenere testa ai due. |                                                                                            |                                         |
| 18 | L'assalto dei ricordi 「懐古強襲」 - Kaiko kyōshū | 4 dicembre 2019 ISBN 978-4-08-882141-2                                                     | 9 marzo 2022 ISBN 978-88-226-3035-3     |
| 18 | Capitoli - 152. Il mondo trasparente (透き通る世界?, Sukitōru sekai) - 153. Trattenuto (引かれる?, Hikareru) - 154. L'assalto dei ricordi (懐古強襲?, Kaiko kyōshū) - 155. Un inutile Komainu (役立たずの狛犬?, Yakutatazu no Komainu) - 156. Grazie (ありがとう?, Arigatō) - 157. Il ritorno dell'anima (舞い戻る魂?, Maimodoru tamashī) - 158. Caos e distruzione (破茶滅茶?, Hachamecha) - 159. Volto (顔?, Kao) - 160. Volti sovrapposti, ricordi che riaffiorano (重なる面影・蘇る記憶?, Kasanaru omokage, yomigaeru kioku) |                                                                                            |                                         |
| 18 | Trama Mentre la lotta tra Giyu e Akaza continua, Tanjiro ricorda di quando suo padre gli spiegò i respiri e i movimenti corretti e la possibilità di vedere il mondo trasparente, che si può ottenere se la mente diventa invisibile. Nonostante Akaza riesca a spezzare la spada di Giyu, Tanjiro riesce infine a decapitarlo. Pur senza testa, il demone continua rigenerarsi e a combattere, finché non riacquista i suoi ricordi da umano, decidendo cosi di suicidarsi infliggendosi da solo il colpo di grazia. Inosuke nel frattempo raggiunge Kanao e inizia a battersi al suo fianco contro Doma. Osservando il volto di Inosuke, Doma afferma di essere il responsabile della morte di sua madre, facendolo infuriare. |                                                                                            |                                         |
| 19 | Il battito d'ali della farfalla 「蝶の羽ばたき」 - Chō no habataki | 4 febbraio 2020 ISBN 978-4-08-882204-4                                                     | 11 maggio 2022 ISBN 978-88-226-3203-6   |
| 19 | Capitoli - 161. Il battito d'ali della farfalla (蝶の羽ばたき?, Chō no habataki) - 162. La vittoria di loro tre insieme (三人の白星?, San'nin no shiroboshi) - 163. Cuore traboccante (心あふれる?, Kokoro afureru) - 164. Ci ho messo un po' troppa forza! (ちょっと力み過ぎただけ?, Chotto rikimi sugita dake) - 165. Spiazzamento e tremore (愕然と戦慄く?, Gakuzen to wananaku) - 166. Le vere intenzioni (本心?, Honshin) - 167. Il desiderio (願い?, Negai) - 168. Permanere in eterno (百世不磨?, Hyakusei fuma) - 169. La terra trema (地鳴る?, Jinaru) |                                                                                            |                                         |
| 19 | Trama Doma prova a scappare, ma si accorge di essere rimasto avvelenato dal momento esatto in cui ha divorato Shinobu. Ciò permette a Inosuke e Kanao di decapitarlo e ucciderlo una volta per tutte. Altrove, Mitsuri e Obanai Iguro, il pilastro dei serpenti, affrontano Nakime, nuova Quarta Luna Crescente e demone che controlla la base di Muzan, mentre Muchiro si ritrova nella stessa stanza della Prima Luna Crescente, Kokushibo, il quale lo riconosce come suo discendente. Dopo aver ferito e immobilizzato Muchiro, Kokushibo sconfigge facilmente anche Genya, presente in quel momento nella stanza, che però viene salvato da suo fratello Sanemi, il pilastro del vento. Sanemi inizia a battersi con la prima luna, venendo affiancato successivamente da Gyomei. |                                                                                            |                                         |
| 20 | La via del cuore saldo 「匪石之心が開く道」 - Jakusha no kanōsei | 13 maggio 2020 ISBN 978-4-08-882282-2 (ed. regolare) ISBN 978-4-08-882306-5 (ed. limitata) | 20 luglio 2022 ISBN 978-88-226-3325-5   |
| 20 | Capitoli - 170. Colonna inamovibile (不動の柱?, Fudō no hashira) - 171. Trasformazione (変ずる?, Henzuru) - 172. Le possibilità dei deboli (弱者の可能性?, Jakusha no kanōsei) - 173. La via del cuore saldo (匪石之心が開く道?, Hiseki no kokoro ga hiraku michi) - 174. Incubo di una notte di luna rossa (赤い月夜に見た悪夢?, Akai tsukiyo ni mita akumu) - 175. Preoccupazione per il futuro (後世畏るべし?, Kōsei osoru beshi) - 176. Samurai (侍?, Samurai) - 177. Fratellino (弟?, Otōto) - 178. Pur protendendo le mani... (手を伸ばしても手を伸ばしても?, Te o nobashite mo te o nobashite mo) |                                                                                            |                                         |
| 20 | Trama Nonostante Sanemi e Gyomei riescano a risvegliare il potere del marchio, non riescono a prevalere su Kokushibo, il quale, come Gyomei, è in grado di vedere il mondo trasparente. Grazie allo sforzo combinato dei presenti, Kokushibo viene immobilizzato e decapitato, ma questi si trasforma e ferisce mortalmente sia Genya che Muichiro, riuscendo anche a farsi ricrescere la testa tagliata. Resosi conto della mostruosità del suo nuovo aspetto e ricordandosi delle parole di suo fratello Yorichi, il creatore del respiro del Sole, Kokushibo si lascia cosi uccidere dai due pilastri. |                                                                                            |                                         |

## Volumi 21-23
| Nº | Titolo italiano Giapponese 「Kanji」 - Rōmaji | Data di prima pubblicazione                                                               | Data di prima pubblicazione                                                                 |
| Nº | Titolo italiano Giapponese 「Kanji」 - Rōmaji | Giapponese                                                                                | Italiano                                                                                    |
| 21 | Antiche memorie 「古の記憶」 - Inishie no kioku | 3 luglio 2020 ISBN 978-4-08-882349-2 (ed. regolare) ISBN 978-4-08-882363-8 (ed. limitata) | 26 ottobre 2022 ISBN 978-88-226-3428-3 (ed. regolare) ISBN 978-88-226-3790-1 (ed. limitata) |
| 21 | Capitoli - 179. Sentimenti per il fratellone, sentimenti per il fratellino (兄を思い弟を思い?, Ani o omoi otōto o omoi) - 180. Recupero (快復?, Kaifuku) - 181. Calamità (大災?, Taisai) - 182. Rabbia violenta (激怒?, Gekido) - 183. Contesa (閲ぎ合い?, Semegiai) - 184. Abbandonare il fronte (戦線離脱?, Sensen ridatsu) - 185. Un mondo senza odori (匂いのない世界?, Nio no nai sekai) - 186. Antiche memorie (古の記憶?, Inishie no kioku) - 187. Persona pura (無垢なる人?, Mukunaru hito) |                                                                                           |                                                                                             |
| 21 | Trama Muichiro e Genya muoiono entrambi a causa delle ferite ricevute contro Kokushibo. Muzan si libera dall'attacco di Tamayo e la uccide. Tanjiro e Giyu si incontrano con Muzan, deciso a sterminare l'intera squadra. Durante lo scontro Tanjiro perde l'uso dell'occhio destro, mentre Yushiro prende il controllo di Nakime, consentendo a Mitsuri e Obanai di unirsi alla lotta contro Muzan. Muzan uccide cosi Nakime, distruggendo cosi la fortezza. Nezuko riacquista conoscenza e si fa strada per aiutare Tanjiro. Mitsuri si ritira dalla battaglia, mentre Gyomei e Sanemi si uniscono alla lotta e Tanjiro, ormai incosciente per il veleno iniettatogli da Muzan, viene portato lontano dalla battaglia. Tanjiro rivive nuovamente in sogno le memorie del suo antenato Sumiyoshi, e apprende di come Yoriichi riuscì in passato quasi ad uccidere Muzan. |                                                                                           |                                                                                             |
| 22 | La ruota del destino 「廻る縁」 - Meguru enishi | 2 ottobre 2020 ISBN 978-4-08-882424-6                                                     | 8 febbraio 2023 ISBN 978-88-226-3611-9 (ed. regolare) ISBN 978-88-226-3833-5 (ed. limitata) |
| 22 | Capitoli - 188. Amore doloroso (悲痛な恋情?, Hitsūna renjō) - 189. Compagni rassicuranti (心強い仲間?, Kokoro dzuyoi nakama) - 190. Uno dopo l'altro (ぞくぞくと?, Zokuzoku to) - 191. Chi di noi è il demone? (どちらが鬼か?, Dochira ga oni ka) - 192. La ruota del destino (廻る縁?, Meguru enishi) - 193. La porta delle difficoltà inizia ad aprirsi (困難の扉が開き始める?, Kon'nan no tobira ga hiraki hajimeru) - 194. Ferite che bruciano (灼熱の傷?, Shakunetsu no kizu) - 195. Disorientamento (めまぐるしく?, Memagurushiku) - 196. Io sono... (私は?, Watashi ha) |                                                                                           |                                                                                             |
| 22 | Trama Gyomei, Sanemi, Obanai e Giyu continuano la loro battaglia contro Muzan. I pilastri riescono a rendere rosse le loro armi, infliggendo dei danni significativi a Muzan, mentre Inosuke, Kanao e Zenitsu si uniscono alla battaglia. Muzan mette fuori combattimento tutti i presenti tranne Kanao, che viene salvata da un redivivo Tanjiro. Viene rivelato che la droga di Tamayo aveva una pozione che invecchiava mescolata insieme all'antidoto del demone, e per questo motivo, Muzan è invecchiato di 9000 anni nell'arco di tre ore. Tanjiro riesce a collegare con successo tutte e dodici le forme della respirazione del sole, ma non può eseguirle abbastanza velocemente da creare la tredicesima forma. La pozione di Tamayo continua a indebolire Muzan mentre affiorano le vecchie cicatrici della sua battaglia con Yoriichi. Nezuko arriva nei pressi della battaglia e si trasforma di nuovo in un essere umano. |                                                                                           |                                                                                             |
| 23 | La vita che brilla attraverso le epoche 「幾星霜を煌めく命」 - Ikuseisō o kirameku inochi | 4 dicembre 2020 ISBN 978-4-08-908379-6                                                    | 12 aprile 2023 ISBN 978-88-226-3870-0                                                       |
| 23 | Capitoli - 197. Tenacia (執しゅう念ねん?, Shūnen) - 198. Prima che se ne accorgessero... (気き付づけば?, Kizukeba) - 199. ...arrivò l'alba dopo mille anni (千年の夜明け?, Sennen no yoake) - 200. Il prezzo della vittoria (勝しょう利りの代だい償しょう?, Shōri no daishō) - 201. Il re dei demoni (鬼の王?, Oni no ō) - 202. Torniamo a casa (帰ろう?, Kaerou) - 203. Numerosi incitamenti (数多の呼び水?, Amata no yobimizu) - 204. Un mondo senza demoni (鬼のいない世界?, Oni no inai sekai) - 205. La vita che brilla attraverso le epoche (幾星霜を煌めく命?, Ikuseisō o kirameku inochi) |                                                                                           |                                                                                             |
| 23 | Trama I pilastri e i compagni di Tanjiro riprendono il combattimento contro Muzan, mentre il sole inizia a sorgere. Muzan crea un'armatura di carne per evitare di bruciare, ma, trattenuto dagli sforzi finali degli ammazzademoni, si disintegra. La battaglia è conclusa, ma Gyomei, Mitsuri e Obanai soccombono alle ferite, mentre Tanjiro è sull'orlo della morte. Prima di morire però, Muzan riesce a iniettare in Tanjiro tutto il suo sangue, trasformandolo in un demone immune alla luce solare, in modo che questi uccida i restanti ammazzademoni. Nezuko raggiunge il luogo della battaglia e tenta di fermare il fratello, mentre Kanao inietta in lui la cura di Tamayo. Tanjiro riacquista cosi la sua umanità e Muzan viene sconfitto una volta per tutte. Tre mesi dopo la battaglia, la squadra degli ammazzademoni si scioglie ufficialmente, mentre Tanjiro, Nezuko, Zenitsu e Inosuke vanno a vivere nella vecchia casa dei Kamado. L'ultimo capitolo mostra le vite dei loro discendenti diversi decenni dopo nel futuro, insieme a quelle che sembrano essere le reincarnazioni dei compagni che hanno perso la vita durante il loro viaggio. |                                                                                           |                                                                                             |